# Lashjrashi
Lashjrashi (en georgiano y esvano: ლაშხრაში) es una aldea de Georgia ubicada en el noreste de la región de Mingrelia-Alta Esvanetia, siendo parte del municipio de Mestia.

## Geografía
La aldea es parte de la región histórica de Esvanetia y se administra desde el pueblo de Nakra.

## Demografía
Según el censo de 2014, los georgianos (esvanos) constituían el 100% de la población.